# Barbara Ogier
Pour les articles homonymes, voir Ogier.
Barbara Ogier, baptisée le 17 février 1648 à Anvers et décédée dans la même ville le 18 mars 1720, est une dramaturge de la chambre de rhétorique De Olijftak.  Sa devise était Deugd voeght yder (« La vertu est de mise »).

## Biographie
Elle est la fille de Maria Schoenmaeckers et Guillielmus Ogier, dramaturge et, depuis 1660, aussi facteur (auteur principal) de la chambre de rhétorique De Olijftak (la Branche d’olivier).
Le 10 décembre 1680, elle se marie avec le sculpteur Guillielmus Kerrickx, qui deviendra « prince » de l’Olijftak en 1692, ; de leurs enfants, leur fils Willem Ignatius, né le 22 avril 1682, deviendra également sculpteur, ainsi que peintre et architecte, et facteur de la chambre en 1700.  Comme sa mère et son grand-père, il écrivit des pièces.
Dans l’introduction de Dood van Achilles (La Mort d’Achille), de 1680, pièce représentée avant la farce de son père, jouée le même jour, Ogier souligne que les femmes ont leur propre vue sur l’histoire, même sur une matière comme le siège de Troie, et, dans ce cas-ci non sans raison, car le motif de la guerre de Troie était, en effet, l'enlèvement d'une femme, Hélène.  Cette pièce était dédiée à Isabelle de Condé, l’épouse d’un conseiller anversois.
De Olijftak ayant reconnu le talent d’Ogier, celle-ci put représenter la chambre lors du concours à Bruges en 1700 et à l’occasion de grandes festivités telles que la visite du nouveau gouverneur général des Pays-Bas espagnols, Maximilien-Emmanuel de Bavière, à Anvers en 1693.
À cette dernière occasion, elle écrivit, en deux jours, une courte pièce dans laquelle les personnages allégoriques et mythologiques ne font non seulement l’éloge de l’électeur, mais accentuent également le triste état économique d'Anvers après la fermeture de l’embouchure de l'Escaut.  En 360 lignes de vers apparaissent les figures allégoriques de la Vierge d’Anvers, d’Apollon, de la Peinture accompagnée de trois élèves et de la Sculpture avec deux élèves.  Le décor pour la pièce avait été fait par le peintre Godefridus Maes, alors que la pièce même fut publiée par Godgaf Verhulst, illustrée d’une gravure de Gaspar Bouttats.

## Œuvre

### Remarques générales
Comme elles avaient accès à la vie publique dans une moindre mesure que les hommes, il était plus difficile pour les femmes de faire imprimer leurs œuvres.  Certains cénacles étaient presque entièrement réservés aux hommes, comme les chambres de rhétorique, sociétés auxquelles les femmes ne pouvaient s’affilier.
Barbara Ogier a été une exception à plusieurs égards, car la plupart des écrivaines des Pays-Bas méridionaux étaient des religieuses ou des béguines qui menaient une vie religieuse dans un monastère ou au sein d’une communauté de femmes.
Toutefois, les trois tragédies qu’elle a écrites ne sont jamais sorties de la presse, et n’ont été transmises qu’en partie. Les poèmes qu'on connaît d’elle, sont repris dans des anthologies de la chambre De Olijftak.

### Appréciation
Parmi ceux qui tenaient Barbara Ogier en haute estime de son vivant figure son collègue rhétoricien Joseph Lamorlet, qui, dans son Ontwaekte Poesie et par le biais de la voix d’Apollon, l’a qualifiée de Sappho écrivant des vers sans pareille.
En 1724, dans son Parnas, of de zang-godinnen van een schilder, Willem van Swaanenburg publie un poème funèbre en mémoire de Barbara Ogier.
D’après Jan Frans Willems, la qualité de sa poésie serait égale et peut-être supérieure à celle de son père, Willem.
Elle-même se faisait excuser des défauts de son style dans les vers suivants :
| Vers en néerlandais | Traduction libre en français : |
| --- | --- |
| Is myn Rymkonst vol ghebreken ? Tis door kortheydt van den tydt : 'K wacht van Konstenaers gheen strydt. Wie sal vrouwen teghenspreken ? | Ma poésie, serait-elle pleine de défauts ? Le manque de temps en est la cause : Je ne crains pas la critique des artistes. Qui oserait contredire une femme[14]? |

### Œuvres
- (nl) De Getrouwe Panthera (La Panthère fidèle), tragédie représentée le 18 octobre 1677 en l’honneur de Théodore Verbruggen, sculpteur, doyen en chef de la chambre de rhétorique et montée comme prélude à la pièce De Traegheydt de son père, Guillielmus Ogier[11],[1],[15]
- (nl) De dood van Achilles in het belegerd Troyen (La Mort d’Achille dans la ville de Troie assiégée), tragédie représentée le 18 octobre 1680 en l’honneur d’Isabelle de Condé, épouse de Guillaume-Philippe de Herzelles ; encore représentée en 1703[11],[1],[4]
- (nl) Verwellecominghe op de Saele van Pictura, aen Syne Doorluchtigheydt Maximiliaen Emmanuel, van Beyeren […] gheschiet den 21 Februarius 1693 (Souhait de bienvenue à la chambre de la peinture, à son Altesse Maximilien-Emmanuel, Duc de Bavière)[16], 1693 (accueil à la chambre de la peinture[1],[17], qui est la chambre de rhétorique De Olijftak, liée à la guilde de Saint-Luc, le 21 février 1693)[1]
- (nl) Inhout der Vereenigde Consten met de vertrooste Antverpia, verthoont aen Syne keurvorstelycke Doorluchtigheydt op de Camer van Pictura, den 21 Februarius 1693[1], Les arts unis et la ville d’Anvers consolée, montrée à Son Altesse, le Prince-électeur, à la Chambre de la Peinture, le 21 février 1693 ;
- (nl) Baucis en Philemon (Baucis et Philémon) jeu d’accueil à l’occasion du repas du doyen, Guillielmus Kerrickx, représenté le 18 octobre 1693[18] ;
- (nl) Het verwert Paradys (Le Paradis troublé), farce représentée le 18 octobre 1693 ; encore représentée en 1700[18],[1] ;
- (nl) Willekom wensch, souhait de bienvenue en l’honneur d'Étienne Cornelisz. Janssens de Huioel, chevalier, ancien bourgmestre et échevin en  fonction, lors de son élection comme chef (Hoofdman) en 1693[18],[19]
- (nl) De Dolende Poësis (La Poésie errante), souhait de bienvenue, représenté le 26 août 1694 en l’honneur du nouveau chef Gregorius Martens[18],[1] ;
- (nl) Zeghenpraelende academie in de openinghe van haeren nieuwen Bouw (L’Académie triomphante à l’ouverture de son nouveau bâtiment), pièce dédiée au magistrat d’Anvers, à l’occasion de l’ouverture d’un nouveau bâtiment de l’école d’art, représentée le 21 novembre 1694 à Anvers[18],[1],[20],[21] ;
- (nl) Den Overwonnen Mars en de triumpherende Peijs (Mars vaincu et la Paix victorieuse)[22], récité lors de l’accueil offert au Seigneur Joannes Carolus van Hove, ancien bourgmestre, échevin en fonction de la ville d’Anvers, chef de la guilde de Saint-Luc, à la chambre des arts réunis, le 25 mars 1699[1] ;
- (nl) Den betwisten doodslag in het schuldig gemoet van den Grooten Alexander (L’Homicide contesté dans la conscience accablée d’Alexandre le Grand), tragédie représentée le 19 décembre 1700[1] ;
- (nl) De Dood van Clytus (La Mort de Clytus), tragédie représentée le 19 décembre 1709[1] le 19 décembre 1703 à l’occasion de l’anniversaire du roi, en présence de l’évêque et du magistrat d’Anvers[23]
- (nl) Don Ferdinand oft Spaenschen Sterrekyker (Don Ferdinand ou le télescope espagnol), comédie représentée à la chambre des arts réunis, dite la guilde de Saint-Luc, représentée par les amateurs du Olijftak à Anvers, le 21 octobre 1714[1].

### Sources
- (nl) Aa, A.J. van der, Biographisch woordenboek der Nederlanden lire en ligne, volume 17, J.J. van Brederode, Haarlem, 1867, p.  55-56 ;
- (nl) Angillis, A. Angz., Barbara Ogier, dans : Rumbeeksche avondstonden, De Vereenigde vrienden, De Brauwer-Stock, 1856, p.  27-41 ;
- (nl) Branden, F. Jos. van den, Willem Ogier, tooneeldichter 1618-1689, V. Resseler, Anvers, 1914
- (nl) Frederiks, J.G. & Branden, F. Jos. van den, Biographisch woordenboek der Noord- en Zuidnederlandsche letterkunde,, L.J. Veen, Amsterdam, 1888-1891, p.  566 ;
- (nl) Meeus, Hubert, Dye vermaerde coopstat van Antwerpen, dans : Colloquium Neerlandicum 12 (1994), Nederlands in culturele context. Handelingen twaalfde Colloquium Neerlandicum. Internationale Vereniging voor Neerlandistiek, Woubrugge, 1995, p.  234-235 ;
- (fr) Stecher, J., Histoire de la littérature néerlandaise en Belgique, J. Sebèque & Cie., Anvers, 1886, p. 257
- (nl) Straelen, J.B. van der, Geschiedenis der Rederykkamer de Violieren of Violettebloem of Violettebloem onder zinspreuk Wt jonsten versaemt te Antwerpen, dans : Het taelverbond: letterkundig tijdschrift, Hendrik Peeters, Anvers, 1853, p.  300, 309, 315 ;
- (nl) Straelen, J.B. van der, Geschiedenis der Antwerpsche rederykkamers. 1: Geschiedenis der Violieren, Peeters, Anvers, 1854, p.  97 ;
- (nl) Straelen, J.B. van der, Jaerboek der vermaerde en kunstryke gilde van Sint Lucas binnen de stad Antwerpen behelzende de gedenkweerdigste geschiedenissen in dit genootschap voorgevallen sedert het jaer 1434 tot het jaer 1793, Peeters-Van Genechten, Anvers, 1855, p.  163 ;
- (nl) Swaanenburg, Willem van, Parnas, of de zang-godinnen van een schilder. Hendrik Bosch, Amsterdam, 1724, p.  150-155 ;
- (nl) Vieu-Kuik, H.J. & Smeyers, Jos, Geschiedenis van de letterkunde der Nederlanden, vol. 6, Standaard Uitgeverij, Anvers/Amsterdam, 1975, p. 406
- (nl) Willems, Jan Frans, Verhandeling over de Nederuytsche tael- en letterkunde, vol. 2, Vve J.S. Schoesetters, Anvers, 1820-1824, p.  148.
- (nl) Witsen Geysbeek, P.G., Biographisch anthologisch en critisch woordenboek der Nederduitsche dichters, vol. 4, JAC-NYV, C.L. Schleijer, Amsterdam, 1822, p.  73-74 ;